# Романовка (Байковецкая сельская община)
Романовка (укр. Романівка) — село в Байковецкой сельской общине Тернопольского района Тернопольской области Украины.
Население по переписи 2001 года составляло 566 человек. Почтовый индекс — 47715. Телефонный код — 352.